# سيد رضا عيسى
سيد رضا عيسى حسن رضي هاشم (ولد في 7 أغسطس 1994 في البحرين) لاعب كرة قدم دولي بحريني يجيد اللعب في مركز الظهير الأيمن. يلعب حاليا لصالح الرفاع الذي ينافس في الدوري البحريني الممتاز منذ 2018.